# Scooby-Doo! La minaccia del cane meccanico
Scooby-Doo - La minaccia del cane meccanico (Scooby-Doo! Mecha Mutt Menace) è un episodio speciale in DVD della serie animata Scooby-Doo. È preceduto da Scooby-Doo! e il mistero del granturco. Questi episodi speciali sono stati creati con l'utilizzo della tecnica d'animazione usata anche negli ultimi film in DVD della serie. Ad esso segue Scooby-Doo! Goal da paura.

## Trama
Fred è entrato a far parte di un concorso organizzato dalla NASA. Il prototipo di un cane meccanico, però, perde il controllo durante la sua presentazione scatenando il panico. La gang farà squadra con la figlia dello scienziato che ha progettato il cane e dovrà vedersela con scienziati approfittatori e tecnologie avanzate prima di arrivare alla soluzione del mistero.